# باشگاه والیبال بانک ملی تهران
باشگاه  والیبال بانک ملی تهران یک باشگاه والیبال ایرانی بود. تیم این باشگاه در لیگ دسته یک بازی می‌کرد. این تیم نماینده بانک ملی بود.

## دست آوردها
| فصل  | قهرمان           | نایب‌قهرمان       | جایگاه سوم       |
| ---- | ---------------- | ---------------- | ---------------- |
| ۱۳۶۹ | بنیاد شهید تهران | بانک ملی تهران   | بانک ساری        |
| ۱۳۷۰ | بنیاد شهید تهران | بانک ملی تهران   | بانک تجارت تهران |
| ۱۳۷۱ | بانک ملی تهران   | بانک تجارت تهران | ذوب آهن اصفهان   |
| ۱۳۷۲ | آبگینه قزوین     | بانک ملی تهران   | بانک تجارت تهران |
| ۱۳۷۳ | فجر سپاه تهران   | فولاد خوزستان    | ریخته‌گری تبریز   |
| ۱۳۷۴ | فجر سپاه تهران   | پرسپولیس تهران   | ذوب آهن اصفهان   |
| ۱۳۷۵ | پیکان تهران      | ذوب آهن اصفهان   | فجر سپاه تهران   |

## منبع
- تهران پرافتخارترین شهر در لیگ برتر والیبال